# TECHNODON REMIXES I
『TECHNODON REMIXES I』（テクノドン・リミクシーズ・ワン）は、YMOのリミックス・アルバム。1993年6月9日にEASTWORLD/東芝EMIよりリリースされた。

## 制作
1993年6月10日と11日に開催された東京ドーム公演直前にリリースされた本作は、同年に発表されたオリジナル・アルバム『テクノドン』に収録されている楽曲から、4曲を抜粋してリミックスされた作品となっており、テイ・トウワとGOH HOTODA、フランソワ・カーボキャンの3人が担当した。
同年の7月14日には、次作『TECHNODON REMIXES II』がリリースされた。

## リリース
1993年6月9日に東芝EMIのEASTWORLDレーベルよりCDでリリース。
2020年4月22日に本作と『TECHNODON REMIXES II』をSHM-CD 1枚にコンパイルした『TECHNODON REMIXES I&II』として、デジタルリマスターが施され再リリース。2024年12月11日よりサブスクリプション配信されているアルバムもこの仕様となっている。

## 批評
| 専門評論家によるレビュー | 専門評論家によるレビュー |
| レビュー・スコア         | レビュー・スコア         |
| 出典                     | 評価                     |
| ------------------------ | ------------------------ |
| CDジャーナル             | 否定的                   |

- 音楽情報サイト『CDジャーナル』では、リミックスに関して「同一の素材を使ってもミックスが異なれば、それぞれがオリジナルとして成立しちゃうというか“頼りなさ”もテクノの宿命?」と否定的に評価している[3]。

## 収録曲
| #         | タイトル                                     | 作詞                                                    | 作曲                               | リミックス                           | 時間  |
| --------- | -------------------------------------------- | ------------------------------------------------------- | ---------------------------------- | ------------------------------------ | ----- |
| 1.        | 「POCKETFUL OF RAINBOWS」(HEAVY RAINBOW MIX) | フレッド・ワイズ、ベン・ワイズマン 日本語訳：湯川れい子 | フレッド・ワイズ、ベン・ワイズマン | テイ・トウワ                         | 5:10  |
| 2.        | 「BE A SUPERMAN」(HUMAN ANIMAL MIX)          | 坂本龍一、高橋幸宏                                      | 坂本龍一、高橋幸宏                 | テイ・トウワ                         | 5:36  |
| 3.        | 「FLOATING AWAY」(VOLTAGE UNLIMITED MIX)     | ウィリアム・ギブスン                                    | 坂本龍一、高橋幸宏                 | テイ・トウワ                         | 6:09  |
| 4.        | 「NOSTALGIA」(JEUX DE MIXAGE)                |                                                         | 坂本龍一                           | GOH HOTODA、フランソワ・カーボキャン | 14:22 |
| 合計時間: | 合計時間:                                    | 合計時間:                                               | 合計時間:                          | 合計時間:                            | 31:17 |

## 曲解説
1. POCKETFUL OF RAINBOWS (HEAVY RAINBOW MIX)
テイ・トウワによるリミックス。
2. BE A SUPERMAN (HUMAN ANIMAL MIX)
テイ・トウワによるリミックス。
3. FLOATING AWAY (VOLTAGE UNLIMITED MIX)
テイ・トウワによるリミックス。
キーボードに、坂本龍一が参加している。
4. NOSTALGIA (JEUX DE MIXAGE)
GOH HOTODAとフランソワ・カーボキャン（英語版）によるリミックス。
イントロのピアノは、クロード・ドビュッシーの「沈める寺（前奏曲集第1巻）」が使用されている。

## スタッフ・クレジット

### YMO
- 細野晴臣
- 坂本龍一
- 高橋幸宏

### レコーディング・メンバー
- テイ・トウワ - リミックス・ポストプロダクション、キーボード、ドラム（「POCKETFUL OF RAINBOWS (HEAVY RAINBOW MIX)」、「BE A SUPERMAN (HUMAN ANIMAL MIX)」、「FLOATING AWAY (VOLTAGE UNLIMITED MIX)」）、ミックスダウン
- GOH HOTODA - プロデュース・リミックス（「NOSTALGIA (JEUX DE MIXAGE)」）
- フランソワ・カーボキャン（英語版） - プロデュース・リミックス（「NOSTALGIA (JEUX DE MIXAGE)」）
- ルイ・ヴェガ（英語版） - キーボード（「BE A SUPERMAN (HUMAN ANIMAL MIX)」）
- 坂本龍一 - キーボードソロ（「FLOATING AWAY (VOLTAGE UNLIMITED MIX)」）
- SHUNJI MORIWAKI - キーボード、ドラム（「BE A SUPERMAN (HUMAN ANIMAL MIX)」）
- フィリップ・セス - アコースティック・ピアノ、キーボード
- 明石昭夫 - プログラミング（「NOSTALGIA (JEUX DE MIXAGE)」）

### スタッフ
- ジェニファー・モナー - アシスタント・エンジニア
- クリス・ゲーリンジャー（英語版） - マスタリング・エンジニア
- ロバート・バーグマン=アンガー - アートデザイン

## リリース履歴
| No. | 日付          | 国名 | レーベル                 | 規格   | 規格品番  | 最高順位 | 備考                                                             |
| --- | ------------- | ---- | ------------------------ | ------ | --------- | -------- | ---------------------------------------------------------------- |
| 1   | 1993年6月9日  | 日本 | EASTWORLD/東芝EMI        | CD     | TOCT-8050 | 18位     | 初回プレスのみ特殊パッケージ仕様                                 |
| 2   | 2020年4月22日 | 日本 | ユニバーサルミュージック | SHM-CD | UPCY-7669 | -        | 本作と『II』をまとめた『TECHNODON REMIXES I&II』としてのリリース |